# Mahfooz Aviation
Mahfooz Aviation es una aerolínea charter con base en Banjul, Gambia.

## Flota
La flota de Mahfooz Aviation incluye los siguientes aviones (a 21 de diciembre de 2008):
- 1 Boeing 727-200